# رون بروير
رون بروير (بالإنجليزية: Ron Brewer)‏ مواليد 16 سبتمبر 1955 في فورت سميث، هو لاعب كرة سلة أمريكي معتزل بدأ مسيرته الاحترافية في سنة 1978. تم اختياره من قبل فريق بورتلاند ترايل بلايزرز خلال الدرافت. يبلغ طوله 6 قدم 4 بوصة (1.9 م). اعتزل اللعب في 1986.

## المسيرة الاحترافية
لعب مع بورتلاند ترايل بلايزرز من سنة 1978 إلى 1981، ثم لعب مع سان أنطونيو سبرز من سنة 1980 إلى 1982، ثم لعب مع كليفلاند كافالييرز من سنة 1981 إلى 1983، ثم لعب مع غولدن ستايت ووريورز من سنة 1982 إلى 1984، ثم لعب مع سان أنطونيو سبرز في سنة 1984، ثم لعب مع بروكلين نتس في سنة 1985، ثم لعب مع شيكاغو بولز في سنة 1985، ثم لعب مع كليفلاند كافالييرز في سنة 1986.

## روابط خارجية
- رون بروير على موقع إن بي أي (الإنجليزية)
- رون بروير على موقع سبورتس رفرنس (الإنجليزية)
- رون بروير على موقع كلية كرة السلة في سبورتس رفرنس.كوم (الإنجليزية)
- رون بروير على موقع ريلجم (الإنجليزية)
- رون بروير على موقع بروبوليرز (الإنجليزية)